# Blanche Barton
Blanche Barton właściwie Sharon Densley (ur. 2 października 1959 roku) – amerykańska pisarka, Magistra Templi Rex Kościoła Szatana. Barton do 30 kwietnia 2002 roku była jedną z Najwyższych Kapłanek. Publikowała m.in. na łamach czasopisma The Black Flame wydawanego przez Kościół Szatana.

## Twórczość
- The Church of Satan: A History of the World's Most Notorious Religion, Hell’s Kitchen Productions Inc., 1990, ISBN 0-9623286-2-6
- The Secret Life of a Satanist: The Authorized Biography of Anton LaVey, Feral House, 1990, ISBN 0-922915-12-1

## Filmografia
- Charles Manson Superstar (1989, jako konsultantka)[3]
- God Gave Rock & Roll to You (2006, jako ona sama)[3]
- Unspeakable: The Life & Art of Reverend Steven Johnson Leyba (2002, jako ona sama)[3]
- The Omen Legacy (2001, jako ona sama)[3]